# Петър Кръстев
Петър (Перо) Кръстев Илиев (на македонска литературна норма: Петар Крстев, по късно Крстевски) е български революционер, деец на Вътрешната македоно-одринска революционна организация, Македоно-одринско опълчение и Вътрешната македонска революционна организация, местен секретар за Църногорието от 1928 година. Използва псевдонимите Карадак и Перо, Пере.

## Биография
Кръстов е роден около 1870 или 1880 година в село Виниче, тогава махала на село Црешево в Скопска Църна гора. Баща му Кръстьо е от Стайковци, а майка му от Виниче. Като малък не завършава образованието си, а работи със семейството си на имота. През раните години на ВМОРО се присъединява към организацията и става четник в Скопско и Кумановско, като участва в повече сражения в началото на XX век. Жени се за Цвета Въргачева от Црешево и там им се ражда синът им Трайко (Трайче) в 1905 година.
При избухването на Балканската война в 1912 година е доброволец в Македоно-одринското опълчение на Българската армия. Служи в 4-та рота на 2-ра скопска дружина.
В 1927 или 1928 година става местен секретар на ВМРО в Църногорията със седалище между Стайковци и Виниче. В 1942 година група комунисти се опитват да го убият в Стайковци и да го запалят селото, но се спасява. След установяването на комунистическа власт в Югославия е издаден от комунисти и в 1945 година е осъден за участие в българските контрачети. Тогава бяга в България, където живее няколко години, но в 50-те години се връща назад във Виниче, където умира в 1970 година.